# Dunbartonshire
Dunbartonshire (także Dumbartonshire, Dunbarton lub Dumbarton, gael. Siorrachd Dhùn Breatann) – hrabstwo historyczne w zachodniej Szkocji, z ośrodkiem administracyjnym w Dumbarton.
Hrabstwo położone było nad zatoką Firth of Clyde (odnoga Morza Irlandzkiego), na północny zachód od Glasgow. Południową granicę hrabstwa wyznaczała rzeka Clyde. Północno-zachodnia część hrabstwa, położona pomiędzy zatoką Loch Long  a jeziorem Loch Lomond, była górzysta (najwyższy szczyt – Ben Vorlich, 943 m n.p.m.). Część południowo-wschodnia – przeważająco nizinna, choć w jej obrębie znajdowało się także pasmo wzgórz Kilpatrick Hills. Do hrabstwa należała także eksklawa obejmująca obszar wokół miast Kirkintilloch i Cumbernauld, w dolinie rzeki Kelvin. Powierzchnia – 625 km² (0,8% terytorium Szkocji). Liczba ludności w 1887 roku – 75 333, w 1951 roku – 164 269 (3,2% całkowitej populacji Szkocji).
Pod koniec XIX wieku gospodarka hrabstwa opierała się na rolnictwie i przemyśle – szczególnie rozwinięte były farbiarstwo i bielenie tkanin, drukarstwo oraz przemysł stoczniowy nad rzeką Clyde.
Hrabstwo zlikwidowane zostało w wyniku reformy administracyjnej w 1975 roku, włączone do nowo utworzonego regionu Strathclyde. Od 1996 roku terytorium hrabstwa znajduje się w granicach jednostek administracyjnych (council areas) West Dunbartonshire, East Dunbartonshire, Argyll and Bute i North Lanarkshire.